# Nghệ thuật cảnh quan đất

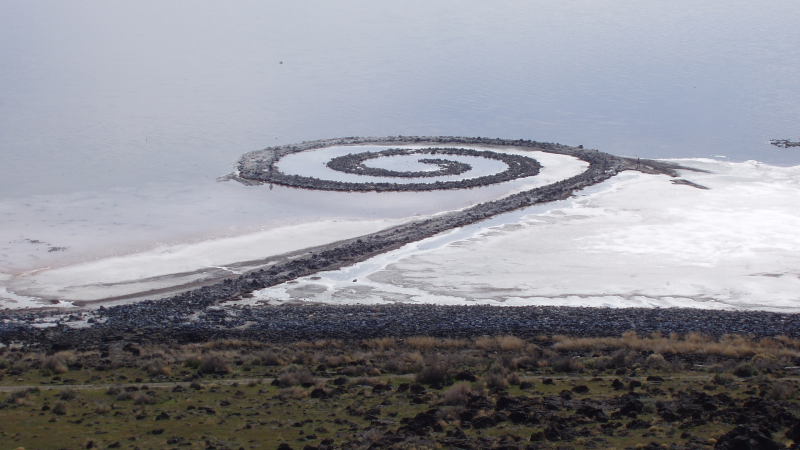
Kè xoắn ốc của Robert Smithson từ trên đỉnh mũi đất Rozel, giữa tháng 4 năm 2005.

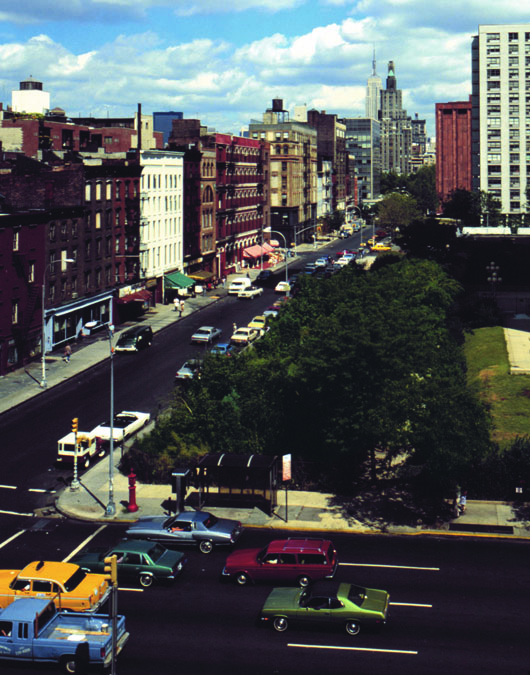
Cảnh quan Thời gian của Alan Sonfist, tại các đường LaGuardia và Houston ở Manhattan, 1965-nay

Nghệ thuật cảnh quan đất, được biết đến với tên nghệ thuật Trái Đất, nghệ thuật đất, nghệ thuật môi trường, là một phong trào nghệ thuật xuất hiện vào những năm 1960 và 1970, phần lớn gắn liền với Vương quốc Anh và Hoa Kỳ, nhưng cũng bao gồm các ví dụ từ nhiều quốc gia khác. Như một trào lưu, "nghệ thuật cảnh quan đất" mở rộng ranh giới của nghệ thuật bằng các vật liệu được sử dụng và vị trí của các tác phẩm. Các vật liệu được sử dụng thường là các vật liệu như đất, đá, thảm thực vật và nước được tìm thấy tại chỗ, và địa điểm của các tác phẩm thường cách xa trung tâm dân cư. Mặc dù đôi khi khá khó tiếp cận, tài liệu hình ảnh thường được đưa trở lại phòng trưng bày nghệ thuật ở đô thị.
Mối quan tâm của trào lưu nghệ thuật này tập trung vào việc từ chối thương mại hóa nghệ thuật và sự nhiệt tình với phong trào sinh thái mới nổi. Phong trào nghệ thuật này trùng hợp với sự phổ biến của việc từ chối kiểu đời sống đô thị và theo đuổi kiểu đời sống thôn dã. Bao gồm trong các khuynh hướng này là những khao khát tâm linh liên quan đến hành tinh Trái Đất như là ngôi nhà chung của loài người.

## Hình thức

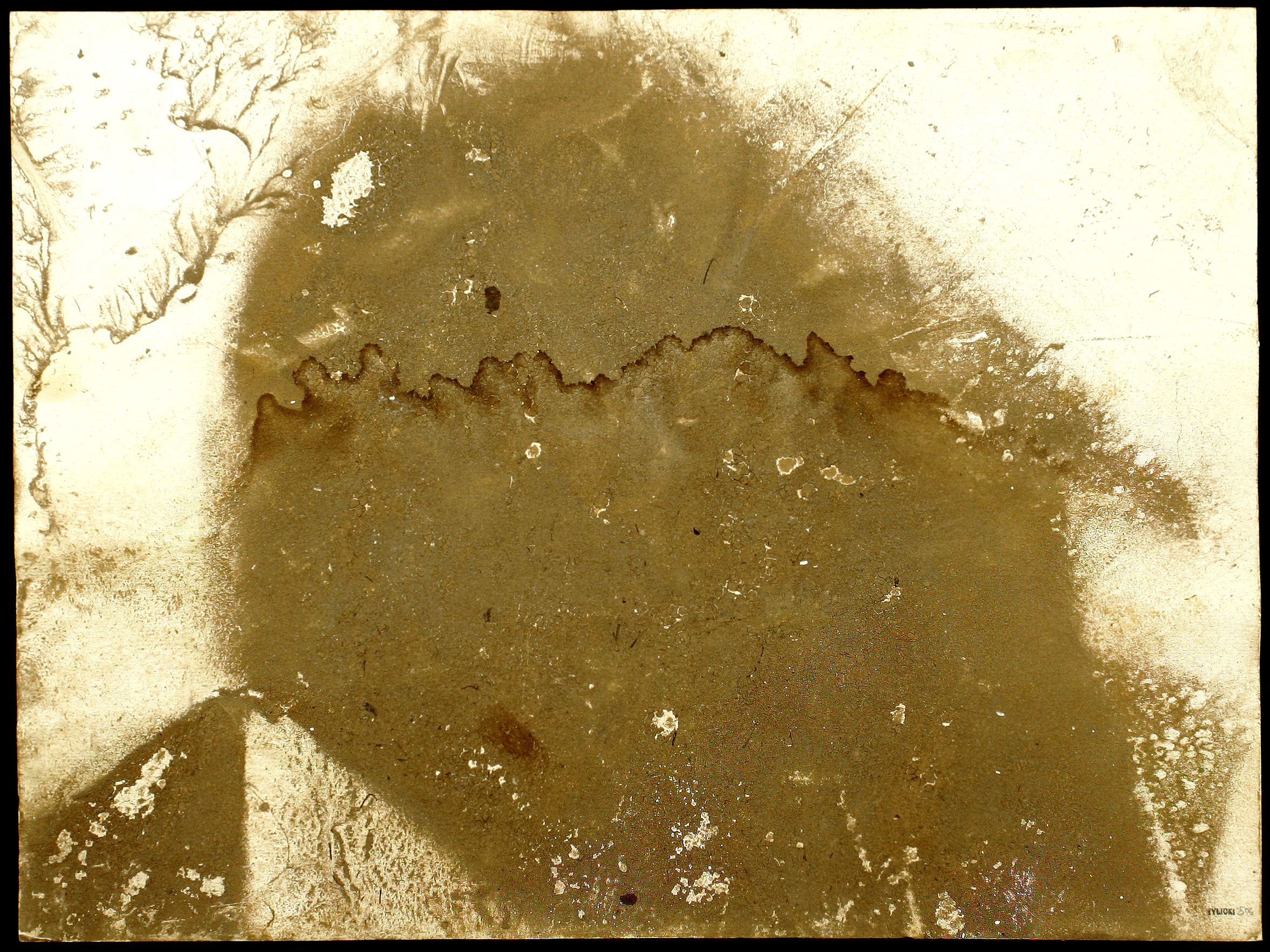
Bảo tàng giấy bồi để trên bờ sông Hoje trong 4 ngày. Của Jacek Tylicki, tây nam Lund, Thụy Điển, 473 × 354 mm. Năm 1981.

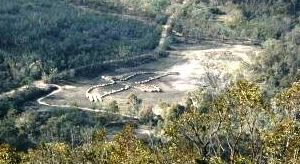
Địa họa Bunjil tại You Yangs, Lara, Victoria, Australia; của Andrew Rogers. Hình con chim tạo ra có sải cánh 100 m và dùng hết 1.500 tấn đá.

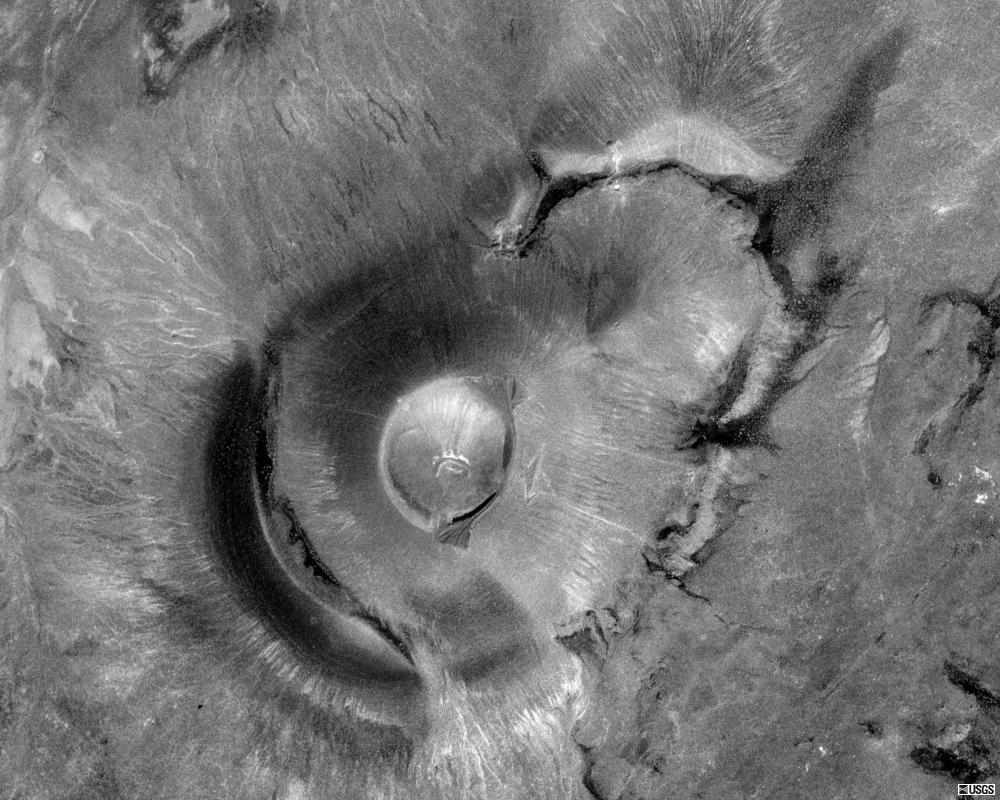
Hình ảnh vệ tinh của miệng núi lửa Roden, nơi có tác phẩm nghệ thuật cảnh quan đất của James Turrell đang được sáng tạo, ngoại ô Flagstaff, Arizona.

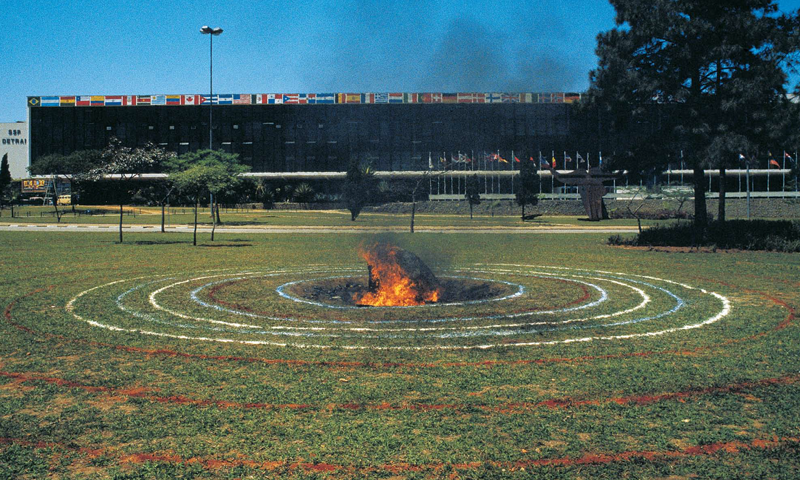
Meteorite của Milton Becerra tại Công viên Ibirapuera, São Paulo, Brasil, 1985.

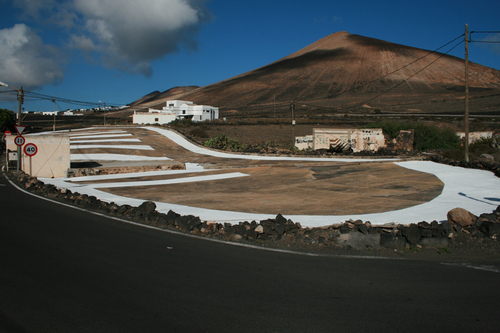
Hiệu ứng phụ X. Của Eberhard Bosslet tại Tias, Lanzarote, quần đảo Canary, năm 2008.

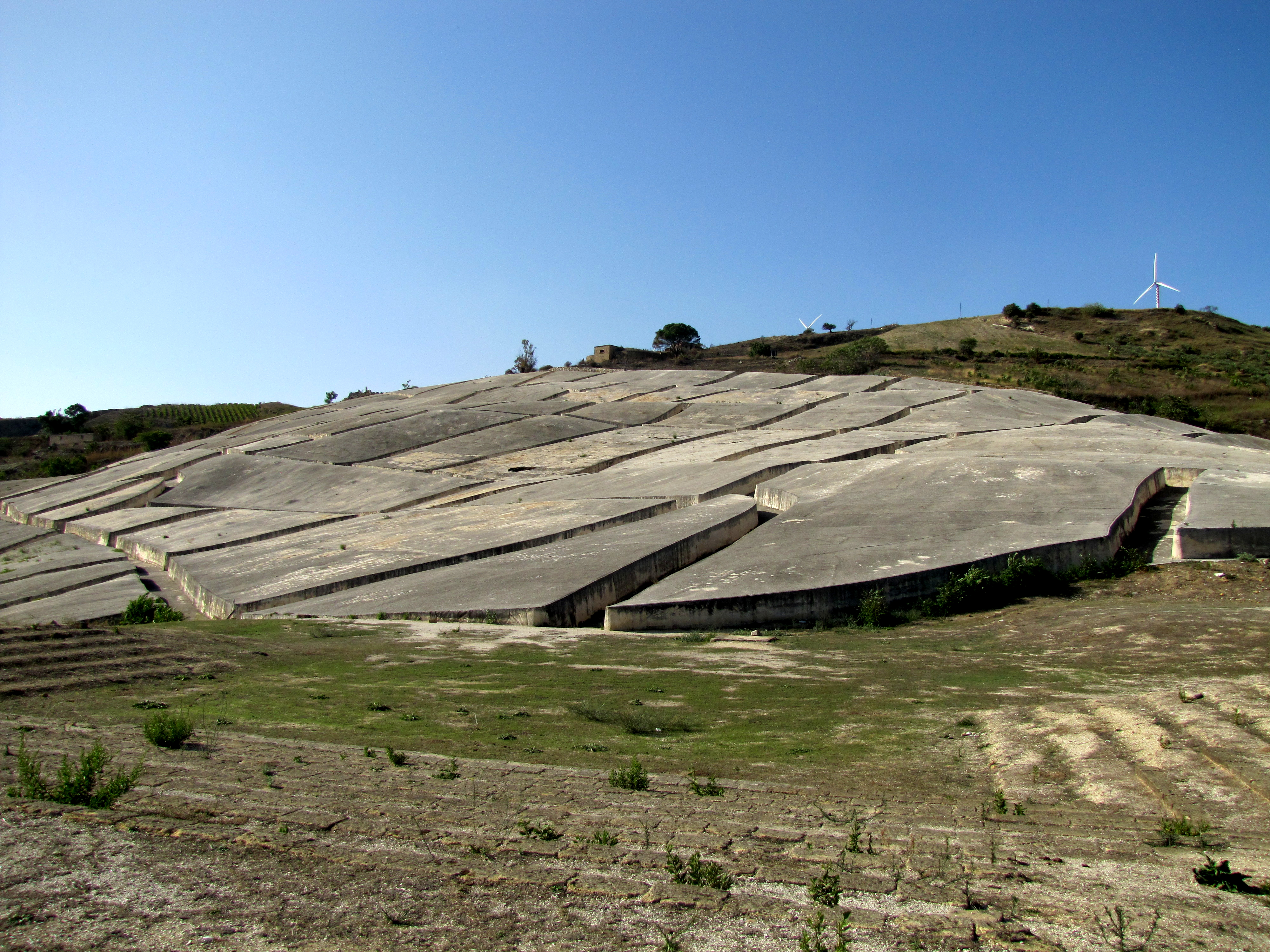
Grande Cretto của Alberto Burri tại Gibellina, 1984-1989.

Trong thập niên 1960 và 1970, nghệ thuật cảnh quan đất phản đối "thương mại hóa tàn nhẫn" nghệ thuật ở Mỹ. Trong thời kỳ này, những người ủng hộ nghệ thuật cảnh quan đất từ chối viện bảo tàng hoặc phòng trưng bày là nơi tổ chức hoạt động nghệ thuật và phát triển các dự án cảnh quan có quy mô hoành tráng, vượt quá tầm với của tác phẩm điêu khắc có thể vận chuyển truyền thống và thị trường nghệ thuật thương mại, mặc dù tài liệu nhiếp ảnh thường được trình bày trong các phòng trưng bày thông thường. Nghệ thuật cảnh quan đất lấy cảm hứng từ nghệ thuật tối giản và nghệ thuật khái niệm cũng như từ các trào lưu hiện đại như De Stijl, chủ nghĩa lập thể, chủ nghĩa tối giản hay các tác phẩm của Constantin Brâncuși và Joseph Beuys. Nhiều nghệ sĩ gắn liền với nghệ thuật cảnh quan đất đã từng hoạt động trong nghệ thuật tối giản và nghệ thuật khái niệm. Thiết kế năm 1941 của Isamu Noguchi cho Contoured Playground (Khu vui chơi có đường viền quanh) ở New York đôi khi được coi là tác phẩm nghệ thuật cảnh quan đất quan trọng trong thời kỳ đầu mặc dù kiến trúc sư cảnh quan này chưa bao giờ gọi tác phẩm của mình là "nghệ thuật cảnh quan đất" mà chỉ đơn giản là "điêu khắc". Ảnh hưởng của ông đối với nghệ thuật cảnh quan đất đương đại, kiến trúc cảnh quan và điêu khắc môi trường được thể hiện rõ ràng trong nhiều tác phẩm ngày nay.
Alan Sonfist sử dụng một cách tiếp cận khác để làm việc với thiên nhiên và văn hóa bằng cách đưa thiên nhiên lịch sử và nghệ thuật bền vững trở lại thành phố New York. Tác phẩm truyền cảm hứng nhất của ông là Cảnh quan Thời gian, một khu rừng bản địa mà ông đã trồng trong thành phố New York. Ông cũng tạo ra một số Cảnh quan Thời gian khác trên khắp thế giới như Vòng tròn Thời gian ở Firenze, Italia cung cấp hồ sơ về quá trình sử dụng vùng đất này theo dòng lịch sử, và gần đây là tại Công viên Điêu khắc và Bảo tàng deCordova ở ngoại ô Boston. Theo nhà phê bình nghệ thuật Barbara Rose, viết trên Artforum năm 1969, Sonfist đã vỡ mộng về thương mại hóa và tính chất hẹp hòi của nghệ thuật gắn với phòng trưng bày. Năm 1967, nhà phê bình nghệ thuật Grace Glueck viết trên tờ New York Times rằng tác phẩm [nghệ thuật] Trái Đất đầu tiên được Douglas Leichter và Richard Saba thực hiện tại Trường Hội họa và Điêu khắc Skowhegan. Sự xuất hiện đột ngột của nghệ thuật cảnh quan đất năm 1968 có thể được coi như là phản ứng của một thế hệ nghệ sĩ hầu hết ở độ tuổi trên dưới 30 đối với hoạt động chính trị sôi động trong năm hay đối với phong trào giải phóng phụ nữ và phong trào môi trường đang nổi lên.
Một ví dụ về nghệ thuật cảnh quan đất trong thế kỷ 20 là một cuộc triển lãm nhóm có tên gọi là "Earthworks" (Các tác phẩm Trái Đất) được tổ chức năm 1968 tại Phòng trưng bày Dwan ở New York. Tháng 2 năm 1969, Willoughby Sharp làm giám tuyển cho cuộc triển lãm "Earth Art" (Nghệ thuật Trái Đất) tại Bảo tàng Nghệ thuật Herbert F. Johnson tại Nhà trắng Andrew Dickson thuộc Đại học Cornell ở Ithaca. Các nghệ sĩ được chọn bao gồm Walter De Maria, Jan Dibbets, Hans Haacke, Michael Heizer, Neil Jenney, Richard Long, David Medalla, Robert Morris, Dennis Oppenheim, Robert Smithson và Günther Uecker. Triển lãm do Thomas W. Leavitt làm đạo diễn. Gordon Matta-Clark, sinh sống ở Ithaca vào thời điểm đó, được Sharp mời giúp các nghệ sĩ trong "Nghệ thuật Trái Đất" thể hiện tại chỗ các tác phẩm của họ trong triển lãm.
Có lẽ nghệ sĩ hoạt động trong thể loại này được biết đến nhiều nhất là Robert Smithson, với tiểu luận năm 1968 của ông "Sự lắng đọng của Trí tuệ: Các dự án Trái Đất" đã cung cấp một khuôn khổ quan trọng cho phong trào này như một phản ứng đối với sự tách rời của Chủ nghĩa hiện đại ra khỏi các vấn đề xã hội như nhà phê bình Clement Greenberg đã trình bày. Tác phẩm nổi tiếng nhất của ông, và có lẽ là tác phẩm nổi tiếng nhất trong số tất cả các tác phẩm nghệ thuật cảnh quan đất, là Spiral Jetty (Kè xoắn ốc) năm 1970, trong đó Smithson sắp xếp đá, đất và tảo để tạo thành một kè xoắn ốc dài 460 mét (1.510 ft) nhô ra Hồ Muối Lớn ở phía bắc Utah, Hoa Kỳ. Mức độ lộ diện của tác phẩm, nếu có, phụ thuộc vào sự dao động của mặt nước. Kể từ khi được tạo ra, tác phẩm này đã từng bị nước bao phủ hoàn toàn và sau đó lại lộ ra. Là cơ quan đồng quản lý tác phẩm nghệ thuật này cùng với Quỹ Dia, Bảo tàng Mỹ thuật Utah thường xuyên thu xếp các chương trình xung quanh Kè xoắn ốc, bao gồm cả chương trình "Ba lô gia đình". Gravel Mirror with Cracks and Dust (Gương sỏi với vết nứt và bụi) của Smithson năm 1968 là một ví dụ về nghệ thuật cảnh quan đất tồn tại trong không gian phòng trưng bày hơn là trong môi trường tự nhiên. Nó bao gồm một đống sỏi bên cạnh bức tường của phòng trưng bày được lắp gương một phần. Với sự đơn giản của hình thức và sự tập trung vào các vật liệu, tác phẩm này và các tác phẩm nghệ thuật cảnh quan đất khác có mối quan hệ với chủ nghĩa tối giản. Cũng có một mối quan hệ với Arte Povera (Nghệ thuật nghèo) trong việc sử dụng các vật liệu theo truyền thống được coi là "phi nghệ thuật" hoặc "vô giá trị". Germano Celant, người sáng lập Arte Povera, là một trong những giám tuyển đầu tiên quảng bá nghệ thuật cảnh quan đất.
Các nghệ sĩ cảnh quan đất có xu hướng là người Mỹ, với các nghệ sĩ nổi bật khác trong lĩnh vực này là Carl Andre, Alice Aycock, Walter De Maria, Hans Haacke, Michael Heizer, Nancy Holt, Peter Hutchinson, Ana Mendieta, Dennis Oppenheim, Andrew Rogers, Charles Ross, Alan Sonfist và James Turrell. Turrell bắt đầu thực hiện vào năm 1972 trên tác phẩm nghệ thuật cảnh quan đất có thể là lớn nhất cho đến nay, định hình lại vùng đất xung quanh miệng núi lửa Roden đã tắt ở Arizona. Các nghệ sĩ cảnh quan đất không phải người Mỹ nổi bật nhất có lẽ là Chris Drury, Andy Goldsworthy, Richard Long người Anh và Andrew Rogers người Úc. Năm 1973, Jacek Tylicki bắt đầu đặt những tấm vải bạt hoặc những tờ giấy trắng trong môi trường tự nhiên để thiên nhiên sáng tạo nghệ thuật.
Một số dự án của các nghệ sĩ Christo Vladimirov Javacheff và Jeanne-Claude Denat de Guillebon (còn gọi là Christo và Jeanne-Claude, những người nổi tiếng với việc bọc các tượng đài, tòa nhà và cảnh quan bằng chất liệu vải) cũng được một số người coi là nghệ thuật cảnh quan đất, mặc dù bản thân các nghệ sĩ này cho rằng điều này không chính xác. Khái niệm điêu khắc xã hội của Joseph Beuys đã ảnh hưởng đến nghệ thuật cảnh quan đất, và dự án 7000 Eichen của ông năm 1982 để trồng 7.000 cây sồi có nhiều điểm tương đồng với quy trình nghệ thuật cảnh quan đất. Dự án Rhythms of Life (Nhịp điệu cuộc sống) của Andrew Rogers là công trình nghệ thuật cảnh quan đất đương đại lớn nhất trên thế giới, tạo thành một chuỗi các tác phẩm điêu khắc bằng đá hoặc địa họa trên toàn cầu, tại 12 điểm ở những nơi kỳ dị khác hẳn nhau, như từ dưới mực nước biển cho tới cao độ 4.300 mét (14.100 ft). Tối đa 3 tác phẩm địa họa với kích thước lên đến 40.000 mét vuông (430.560 foot vuông) được đặt tại mỗi điểm.
Các nghệ sĩ cảnh quan đất ở Hoa Kỳ chủ yếu dựa vào các nhà bảo trợ giàu có và các quỹ tư nhân để gây quỹ cho các dự án thường là tốn kém của họ. Với sự suy thoái kinh tế đột ngột vào những năm giữa thập niên 1970, các quỹ từ các nguồn này phần lớn đã dừng hoạt động. Với cái chết của Robert Smithson trong một vụ tai nạn máy bay năm 1973, phong trào này đã mất đi một trong những nhân vật quan trọng nhất của nó và dần lụi tàn. Tuy nhiên, một số nghệ sĩ như Charles Ross vẫn tiếp tục làm việc trong dự án Star Axis (Trục Sao) mà ông đã bắt đầu từ năm 1971 hay Michael Heizer tiếp tục hoàn thiện tác phẩm City (Thành phố) và James Turrell tiếp tục làm việc trong dự án Roden Crater (miệng núi lửa Roden). Ở hầu hết các khía cạnh, "nghệ thuật cảnh quan đất" đã trở thành một phần của nghệ thuật đại chúng chủ đạo và trong nhiều trường hợp, thuật ngữ "nghệ thuật cảnh quan đất" bị sử dụng sai để gán cho bất kỳ loại hình nghệ thuật nào trong thiên nhiên, ngay cả khi về mặt khái niệm thì chúng không hề liên quan đến các tác phẩm tiên phong của các nghệ sĩ tiên phong của nghệ thuật cảnh quan đất.
Nghệ thuật cảnh quan đất thập niên 1960 đôi khi gợi nhớ đến những công trình trên đất lâu đời hơn nhiều; như Stonehenge, các kim tự tháp, các gò đống thổ dân Mỹ cổ xưa, các hình vẽ Nazca ở Peru, rừng cự thạch Carnac hay các gò đống chôn cất thổ dân Mỹ, và chúng thường gợi lên tính chất tâm linh của những địa điểm khảo cổ như vậy.